# Fiodor Dostojewski
Fiodor Michajłowicz Dostojewski (pol. dawn. Teodor Dostojewski; ros. Фёдор Михайлович Достоевский; ros. dawn. Ѳедоръ Михайловичъ Достоевскій; ur. 30 października?/11 listopada 1821 w Moskwie, zm. 28 stycznia?/9 lutego 1881 w Petersburgu) – rosyjski pisarz i myśliciel. Jeden z najbardziej wpływowych powieściopisarzy literatury rosyjskiej i światowej.
Uważany za mistrza realistycznej i naturalistycznej prozy psychologicznej na pograniczu realności i wyobraźni; w swych utworach często używał motywu walki dobra ze złem czającym się wszędzie.
Głosił tezę o rosyjskim posłannictwie historycznym i religijnym, łącząc to przeświadczenie z niechęcią do Zachodu, socjalizmu i rewolucji – atakował ówczesny indywidualizm filozoficzny, dopatrując się w nim destrukcyjnego wpływu na człowieka i jego moralność; potępił zarówno kapitalistyczną cywilizację, jak ruchy socjalistyczne i rewolucyjne, zarzucając im zagubienie wartości chrześcijańskich i opowiadając się stanowczo przeciwko ateizmowi.

## Życiorys

### Przodkowie

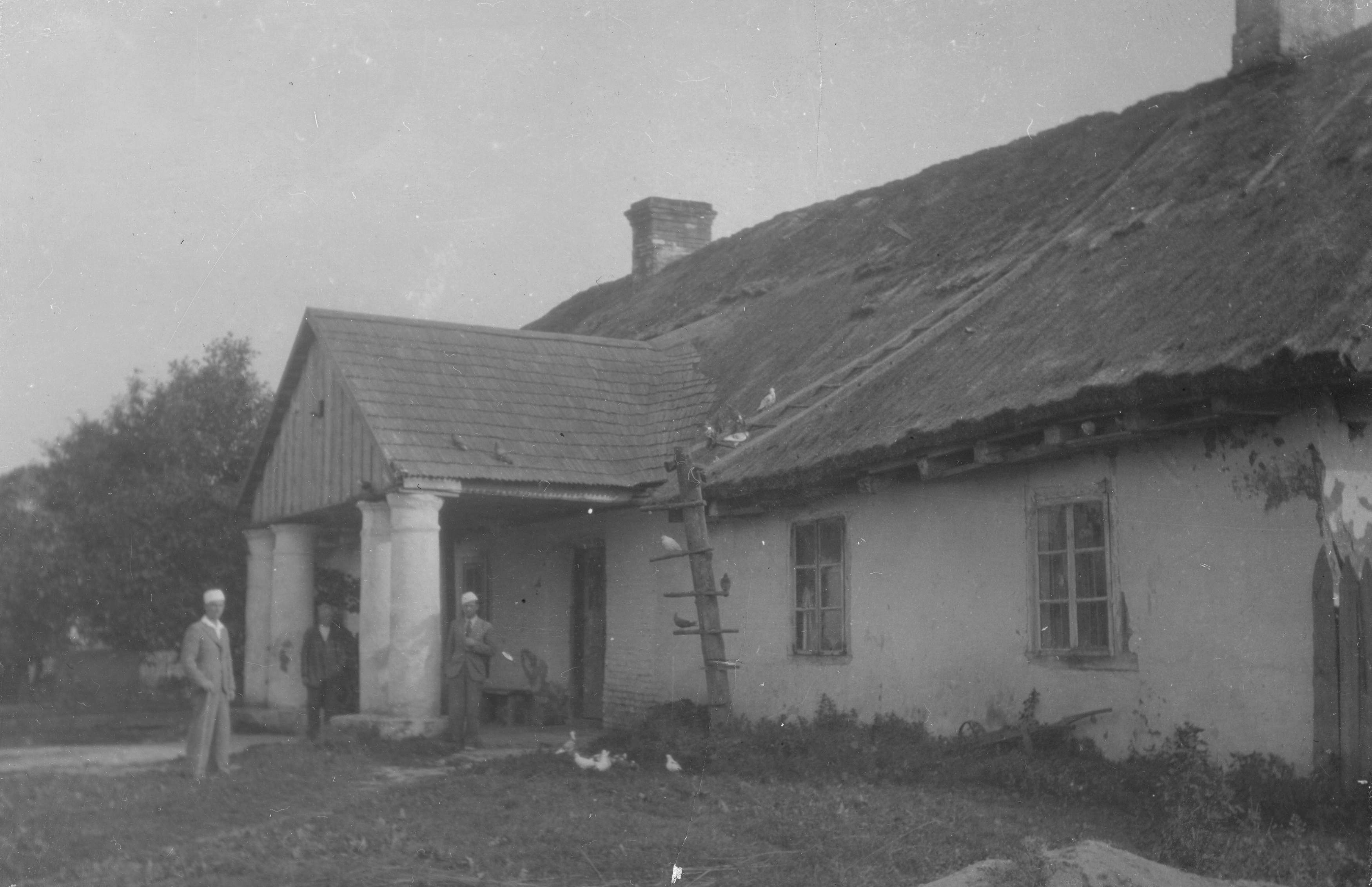
Dwór w Dostojewie koło Pińska na Polesiu w okresie międzywojennym

Herb Radwan, odmiana Dostojewski

Rodzina Dostojewskich wywodziła się ze wsi Dostojewo leżącej na Polesiu, 13 km od Janowa Poleskiego i 35 km od Pińska, w dawnej I Rzeczpospolitej (od 1795 r. pod zaborem rosyjskim, po 1919 ponownie Polska, po 1945 ZSRR, a od 1991 Białoruś). Nazwa wsi pochodzi od polskiego słowa „dostojnik”.
Pierwsza wzmianka o Dostojewie pochodzi z 1473 roku. Szóstego października 1506 roku piński kniaź Fiodor Jarosławicz podarował majątek Dostojewo miejscowemu szlachcicowi Danielowi Iwanowiczowi (znanemu jako Irtiszczew, Rtiszczew lub Artiszczewicz). Odtąd Daniel i jego potomkowie używali nazwiska Dostojewski i pieczętowali się herbem Radwan. Wśród kolejnych dziedziców majątku Dostojewo byli m.in.: Fiodor (Teodor) Dostojewski w 1572 roku, Piotr Dostojewski, marszałek szlachty pińskiej na sejm w 1598 roku, członek Trybunału Głównego Wielkiego Księstwa Litewskiego w latach 1599–1628 i Piotr Dostojewski, sędzia grodzki piński w 1632 roku.
Na początku XVIII wieku Dostojewo przeszło w ręce Strawińskich, później Czapliców, a od połowy XIX wieku do 1939 roku było własnością rodziny Ordów.
Dostojewscy posługiwali się własną odmianą herbu Radwan.
Od połowy XVII wieku znana jest gałąź Dostojewskich, wywodząca się od Jana Dostojewskiego (imię pisane po polsku jako Jan, nie Iwan). Przedstawiciele tej gałęzi będą później odnotowani na liście szlachty guberni mińskiej.
Z gałęzi tej pochodzili prawdopodobnie szlachcic Leon Dostojewski, uczestnik elekcji Michała Korybuta Wiśniowieckiego (wzmiankowany w 1669 roku) i jego syn Jan Dostojewski, uczestnik elekcji Augusta II (wzmiankowany w 1697 roku). Najprawdopodobniej wnukiem Jana był Karol Dostojewski, syn Stefana, bezpośredni przodek pisarza, który żył w XVIII wieku na Wołyniu, gdzie posiadał majątek Kleczkowicze koło Kowla (w województwie wołyńskim). Syn Karola, Józef Dostojewski, prapradziadek pisarza, był również właścicielem tychże Kleczkowicz (wzmiankowany w 1744).
Syn Józefa, Grzegorz Dostojewski (znany w źródłach jako Hryhory Homerowicz), pradziadek pisarza, miał trzech synów: Jana, Andrzeja i Grzegorza. Dziadkiem pisarza był Andrzej, który urodził się około 1756 roku w rodzinnym majątku w Kleczkowiczach. W 1775 roku Grzegorz sprzedał Kleczkowicze i przeniósł się z rodziną na wschodni Wołyń do Januszpola (dziś Jampol), gdzie został księdzem greckokatolickim (wyznania unickiego). Księżmi zostało też jego dwóch synów, Jan i Andrzej.
W 1781 roku Andrzej poślubił Anastazję, a w 1782 roku osiadł jako ksiądz we wsi Wojtowce na Podolu (w powiecie latyczowskim województwa bracławskiego). Po II rozbiorze Polski w 1793 roku tereny te znalazły się w Imperium Rosyjskim. Dostojewscy zostali zmuszeni do przejścia na prawosławie i złożenia przysięgi na wierność Katarzyny II w gronie szlachty prawobrzeżnej Ukrainy.
Andrzej Dostojewski i Anastazja mieli sześć córek i dwóch synów. Ojciec pisarza, Michał, urodził się w Wojtowcach na Bracławszczyźnie w 1789 roku, jeszcze w okresie przynależności do Polski. Według relacji rodzinnych Michał w wieku około 15 lat wyjechał z Wojtowców. Powodem tego miał być konflikt z ojcem, który nalegał, by Michał wbrew własnej woli kontynuował rodzinną karierę duchowną. Jednak z dokumentów wynika, że w latach 1802–1809 Michał studiował na koszt ojca w duchownym seminarium podolsko-szarogrodzkim w klasztorze w Szarogrodzie. W sierpniu 1809 roku car Aleksander I wydał dekret o powołaniu dodatkowych 120 osób z akademii teologicznych i seminariów do Cesarskiej Akademii Medyczno-Chirurgicznej. Michał znalazł się wśród tych osób i od 1809 roku rozpoczął studia medyczne w moskiewskiej filii tej uczelni. W 1813 roku uzyskał pierwszy stopień lekarski i rozpoczął karierę jako lekarz wojskowy w Moskwie.
14 stycznia 1820 Michał Dostojewski poślubił Marię Nieczajewą, córkę kupca moskiewskiego i kuzynkę naczelnego lekarza szpitala wojskowego, w którym odbywał staż. Po urodzeniu pierwszego syna, Michał zakończył służbę wojskową i został lekarzem w Maryjskim Szpitalu dla Ubogich.

### Dzieciństwo i rodzina
Fiodor (Teodor) Dostojewski urodził się w Moskwie 30 października?/11 listopada 1821 jako drugi syn Michała i Marii. Miał sześcioro rodzeństwa: starszego brata Michaiła i młodsze rodzeństwo: Warwarę, Andrieja, Wierę, Nikołaja i Aleksandrę.
Od 1821 roku jego ojciec był ordynatorem wojskowego szpitala w biednej dzielnicy Moskwy. W okolicy znajdował się cmentarz dla kryminalistów, przytułek dla obłąkanych i sierociniec. Jako dziecko Fiodor lubił przychodzić do przyszpitalnego ogrodu, gdzie wyprowadzano pacjentów i jako syn ordynatora przesiadywał tam godzinami słuchając opowieści chorych i cierpiących.
Rodzina Dostojewskich mieszkała w dwóch pokojach – w jednym za drewnianą przegrodą stało łoże ojca i matki, w drugim spały dzieci z częścią służby. Reszta służących spała w kuchni, w stajni, wozowni i w składach. W zachowanych wspomnieniach ojciec Dostojewskiego był pijakiem, rozpustnikiem i tyranem. Często bił i dręczył swoją rodzinę i służbę. Zmarł w 1839 roku, dwa lata po żonie zmarłej w 1837 roku na gruźlicę. Według innej wersji zabili go służący.

### Edukacja
W styczniu 1838 na rozkaz ojca Dostojewski wstąpił do Wojskowej Szkoły Inżynieryjnej mieszczącej się w Zamku Michajłowskim w Petersburgu. Tam zmuszony był uczyć się matematyki – przedmiotu, którego nie znosił. Znacznie bardziej interesowała go literatura – wiele godzin spędzał nad dziełami Szekspira, Pascala, Victora Hugo, E.T.A. Hoffmanna. W tym czasie napisał dwie sztuki teatralne inspirowane sztukami niemieckiego romantyka Fryderyka Schillera; utwory te nie zachowały się.
W 1841 roku Dostojewski otrzymał stopień podoficera, a w roku 1843 po zdaniu egzaminów został oficerem. W Petersburgu zamieszkał u przyjaciela, doktora Rosenkampfa. W tym czasie zarabiał przekładem sztuk Balzaka, ale niewielki dochód i brak satysfakcji z pracy sprawiły, że porzucił to zajęcie i w 1844 roku sam zaczął pisać.

### Katorga i zesłanie
Do 1849 roku Fiodor Dostojewski należał do tzw. Koła Pietraszewskiego, założonego przez socjalistę Michaiła Butaszewicza-Pietraszewskiego. Pisarz spotykał się na tzw. „piątkach”, spotkaniach towarzyskich, podczas których dyskutowano na tematy filozoficzne i społeczne.
Poglądy członków Koła Pietraszewskiego określano jako zapadniczestwo (ros. zapad – zachód). Krytykowali oni samodzierżawie carskie i zacofanie kulturowe, społeczne i ekonomiczne państwa. Ich zdaniem reformy w Rosji powinny przebiegać tak, aby zbliżać ustrój społeczny i warunki życia do panujących w Europie Zachodniej.
23 kwietnia 1849 roku 123 członków organizacji zostało aresztowanych przez funkcjonariuszy carskiej tajnej policji i osadzonych w Twierdzy Pietropawłowskiej. Po wielomiesięcznym śledztwie, 16 listopada 1849 roku Komisja Sądu Wojskowego skazała Dostojewskiego i innych członków organizacji na karę śmierci. Surowość kary była rezultatem obaw cara Mikołaja I, który nie chciał w Rosji powtórki z tego, co Europie przyniósł rok 1848. Dlatego w zarodku tępił wszelkiego rodzaju ogniska, które mogły doprowadzić do obalenia obowiązującego porządku prawno-ustrojowego.
22 grudnia 1849 roku Dostojewski i pozostali skazani na śmierć członkowie konspiracyjnej organizacji stali na Placu Siemionowskim przed plutonem egzekucyjnym, gdy nadeszła wiadomość o nadzwyczajnym złagodzeniu kary. Kara śmierci została zamieniona na cztery lata katorgi.
W styczniu 1850 roku Dostojewski został osadzony w twierdzy w Omsku. W marcu 1854 roku po 4 latach katorżniczej pracy został zwolniony i wcielony w stopniu szeregowca do 7 Syberyjskiego Batalionu Liniowego w Semipałatyńsku, w którym służył przez sześć lat. Dzięki łasce cara przywrócono mu rodową godność szlachecką i awansowano do stopnia oficera.
W czasie służby w wojsku Dostojewski poznał Marię Dymitriewną Isajewą, żonę urzędnika celnego Aleksandra Isajewa z Syberii. Po jego śmierci, 6 lutego 1857 roku, Fiodor i Maria wzięli ślub w cerkwi w Kuźniecku.
W 1859 roku Dostojewski rozpoczął starania o zezwolenie na powrót z zesłania. Pisał prośby do cara Aleksandra II, naczelnika korpusu żandarmerii Aleksandra Timaszowa, naczelnika III Oddziału Ochrany Wasyla Dołgorukiego i bohatera Sewastopola generała Edwarda Totlebena. Pod koniec 1859 Dostojewski otrzymał zezwolenie na powrót z zesłania. Udał się najpierw do Tweru, a potem uzyskał zezwolenie na osiedlenie się w Petersburgu, do którego przybył 29 listopada 1859.
Podczas pobytu na Syberii nasiliły się u Dostojewskiego ataki padaczki, na którą chorował zapewne już przed zesłaniem.

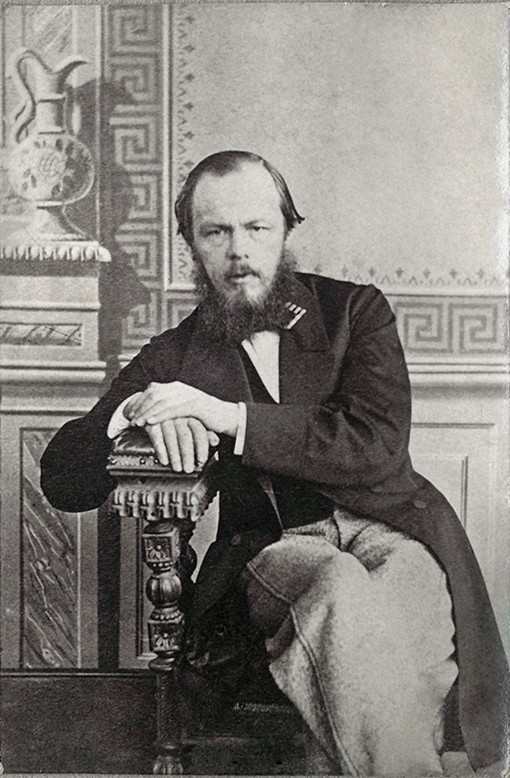
Dostojewski w 1863 roku

### Dalsze koleje życia
Od stycznia 1861 Dostojewski redagował „Wriemia”, pismo założone przez jego brata, Michała, które w 1863 roku zostało zamknięte przez cenzurę z powodu publikacji artykułu Prorocze pytania pióra Mikołaja Strachowa.
W 1864 roku umarła Maria i starszy brat pisarza Michał. Po śmierci pierwszej żony i brata Dostojewski popadł w depresję. Przyczyniły się do tego długi, które odziedziczył po bracie i własne, które zaciągnął by grać w kasynie. Dostojewski był hazardzistą i nałóg często doprowadzał go na skraj bankructwa.

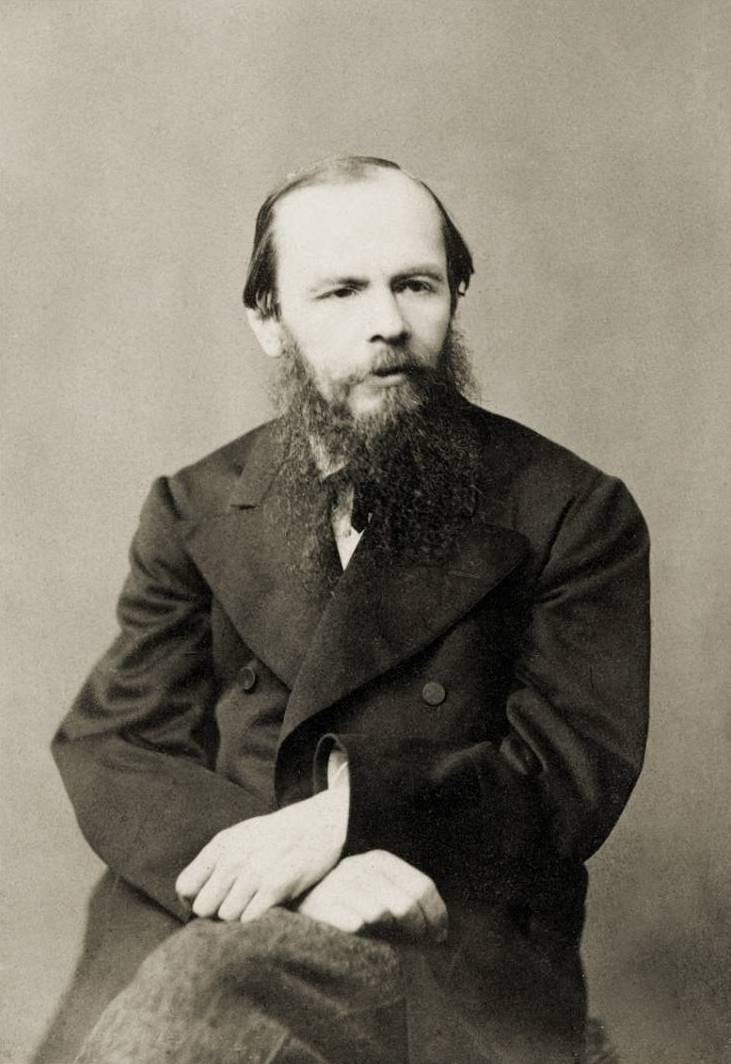
Dostojewski w 1876 roku

4 października 1866 pisarz zatrudnił stenotypistkę, uczennicę petersburskich kursów stenograficznych, Annę Grigoriewnę Snitkinę. Oświadczył się jej 8 listopada 1866 roku, a 15 lutego 1867 wzięli ślub. Przeżyli wspólnie czternaście lat.

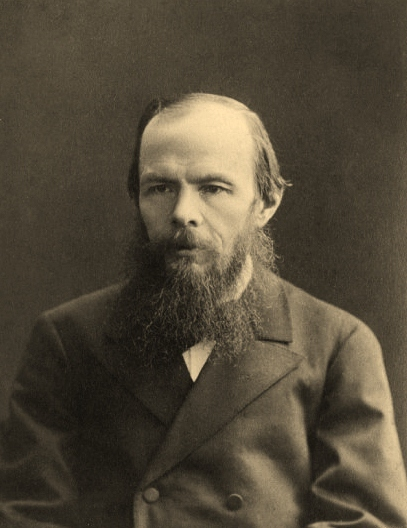
Dostojewski w 1879 roku

### Śmierć

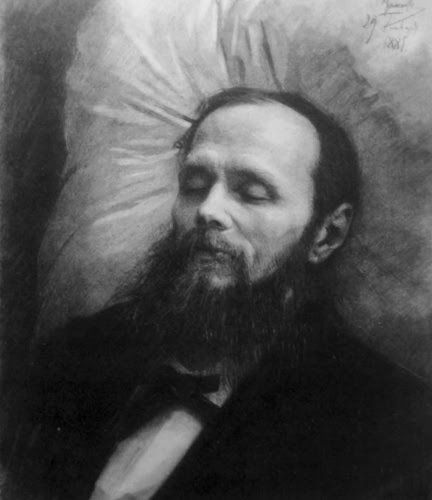
Dostojewski na łożu śmierci (rysunek)

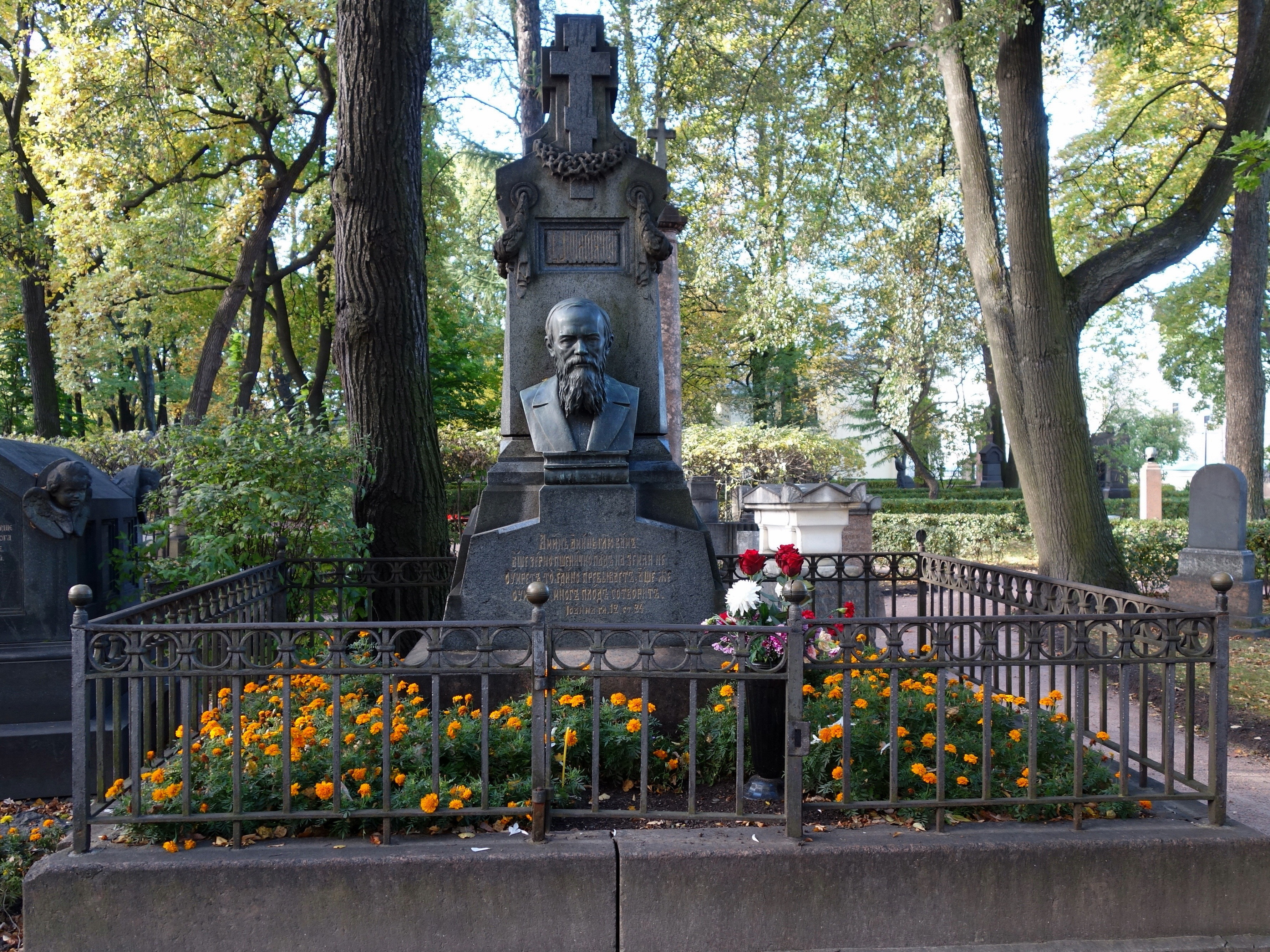
Grób Dostojewskiego

Dostojewski był nałogowym palaczem papierosów, co pogarszało jego stan zdrowia. Zmarł na krwotok płucny w wieku 59 lat.

## Pisarstwo

### Wczesne prace
Pierwsza powieść Dostojewskiego Biedni ludzie została napisana w 1845 roku i ukazała się w 1846. Spotkała się z entuzjastycznym przyjęciem krytyki.
W 1846 roku Wissarion Bielinski skrytykował powieść Sobowtór. Inne prace z tego okresu – Białe noce, Nietoczka Niezwanowa – również spotykały się z krytyką i sam Bielinski miał przyznać, że jego proroctwo okazało się fałszywe i z Dostojewskiego nie będzie już wielkiego pisarza.

### Późniejsze prace
Przełomem w pisarstwie Dostojewskiego okazał się pobyt na katordze i zesłaniu. Opis czterech lat katorgi zawarł we Wspomnieniach z domu umarłych, książce która została wydana w latach 1860–1862.
W 1861 roku ukazała się powieść Skrzywdzeni i poniżeni.
W 1866 roku Dostojewski napisał opowieść o losach byłego studenta, Rodiona Romanowiczowa Raskolnikowa, który zamordował i okradł starą lichwiarkę. Powieść ukazała się w tym samym roku w odcinkach, w czasopiśmie „Russkij Wiestnik”, a rok później wyszła w formie książki. Zbrodnia i kara to prawdopodobnie najbardziej znane dzieło tego autora.
Żeby spłacić długi hazardowe, Dostojewski sprzedał wydawcy Stelowskiemu jeszcze nie napisane dzieło – Gracza. Jeżeli wierzyć słowom Stelowskiego, przedmiotem tej transakcji były również prawa do wszystkich innych, niepowstałych jeszcze dzieł pisarza. To właśnie do pracy nad spisaniem Gracza zatrudnił Annę Grigoriewnę Snitkinę, swoją późniejszą drugą żonę, której w 1867 roku zadedykował tę powieść. Napisana w ciągu miesiąca książka zawiera wiele wątków autobiograficznych.
Od 14 września 1867 roku do 17 stycznia 1869 roku Dostojewski pisał Idiotę. Pierwsze trzy części Idioty oraz rozdziały I – VII części czwartej ukazały się w czasopiśmie „Russkij Wiestnik” w roku 1868. Reszta powieści została wydrukowana oddzielnie jako dodatek do tego czasopisma w lutym 1869 roku. Pierwsze i jedyne za życia Dostojewskiego wydanie książkowe Idioty ukazało się w 1869 roku.
W czasie, gdy powstawał Idiota, Dostojewski pisał w liście: „Chodzi mianowicie o przedstawienie absolutnie doskonałego człowieka. Moim zdaniem nie może być nic trudniejszego, zwłaszcza w naszych czasach. (...) Już dawniej idea ta pojawiała mi się w głowie jako pewien przebłysk obrazu artystycznego, nie chciałem jednak, aby stanowiła tylko część czegoś, potrzebowałem jej jako całości”.
W latach 1871–1872 na łamach czasopisma Russkij Wiestnik ukazały się Biesy. W formie książkowej zostały wydane w 1873 roku. Dzieło to jest panoramą myśli rosyjskiej drugiej połowy XIX wieku i pamfletem na ruch rewolucyjny. Jest to także powieść z kluczem, której bohaterowie mają swoje odpowiedniki w osobach współczesnych autorowi.
W latach 1873–1881 pisał Dziennik pisarza, zbiór wydawanych w różnych czasopismach krótkich opowiadań, szkiców krytyczno-literackich i artykułów na bieżące tematy.
W 1875 roku ukazała się powieść Młodzik, a w 1881 roku, na krótko przed śmiercią, Bracia Karamazow.

## Przekonania religijne
Dostojewski był prawosławnym chrześcijaninem. Był raczej pobożny, ale rzadko chodził do kościoła i nie lubił kapłanów, zwłaszcza syberyjskich.

## Poglądy
Często pojawiającym się nadużyciem jest określanie poglądów Dostojewskiego z czasów, gdy był członkiem Koła Pietraszewskiego, jako socjalistycznych lub bliskich tym ideom. W biografii pisarza Stanisław Mackiewicz uważa, że „Dostojewski ówczesny był już zapowiedzią Dostojewskiego późniejszego, że miał już przekonania ludowe, nacjonalistyczne, religijne, monarchiczne”.
W zeznaniach po aresztowaniu „wypowiada Dostojewski absolutnie te same poglądy, które będzie głosił, gdy już będzie sławnym pisarzem i uznanym monarchistą. Czytając w tych zeznaniach wyznanie wiary Dostojewskiego uwięzionego, stwierdzamy, że to są te same poglądy, które będzie głosił późniejszy Dostojewski monarchista”.
„W swoich zeznaniach, obok różnych krytyk działalności rządu, Dostojewski twierdzi, że wszystko, co było w Rosji zrobione naprawdę dobrego, począwszy od reform Piotra Wielkiego, pochodziło zawsze z inicjatywy tronu. Dostojewski wypowiada swój pogląd o konieczności silnej, centralnej władzy w Rosji. Uzasadnia go argumentami historycznymi: upada władza centralna w Rosji w średniowiecznej epoce drobienia kraju na księstwa udzielne i Rosja ulega jarzmu tatarskiemu. Następuje odbudowa tej władzy i to oswobadza Rosję. Gdy władza słabnie, następuje inwazja Polaków w początkach wieku XVII. Zenit władzy bezwzględnej, lecz silnej, to panowanie Piotra Wielkiego. Rosja czyni wtedy skok ku potędze. Dostojewski oświadcza: „…na świecie nie może być nic bardziej idiotycznego od pomysłu wprowadzenia do Rosji systemu republikańskiego.”

### Poczwiennictwo
W latach zesłania w światopoglądzie Dostojewskiego dokonał się przełom, zwrot w stronę „poczwiennictwa” i etyki chrześcijańskiej. Doszedł do przekonania, że najwyższe wartości moralne są przechowywane przez prosty rosyjski lud, przede wszystkim w jego szczerym sposobie wyznawania prawosławia. Do tego doszedł niezwykle krytyczny stosunek do świeckiej cywilizacji Zachodu i do inteligencji, która reprezentowała w Rosji tendencje okcydentalistyczne. Poczwiennictwo było zatem odmianą ludowego konserwatyzmu religijnego.
Dostojewski jednoznacznie odrzucał lewicowe i liberalne propozycje zmian. Jego zdaniem przemiany społeczne winny dokonać się w duchu autentycznego chrześcijaństwa. W opinii pisarza Nowa Rosja (tak samo jak stara) miała być prawosławną monarchią odrzucającą zachodni konstytucjonalizm i parlamentaryzm, jednoczącą wszystkie narody Słowian. Między innymi z tego względu krytykował dążenia niepodległościowe Polaków.

## Wybrana twórczość[16]

### Powieści
- 1846 – Biedni ludzie (ros. Бедные люди) – powieść epistolarna; wyd. polskie 1929; polskie tłumaczenie Andrzej Stawar
- 1860-1862 – Wspomnienia z domu umarłych (ros. Записки из мёртвого дома) – wyd. polskie 1897; polskie tłumaczenie Czesław Jastrzębiec-Kozłowski
- 1861 – Skrzywdzeni i poniżeni (ros. Униженные и оскорблённые) – polskie tłumaczenie Władysław Broniewski
- 1864 – Notatki z podziemia (ros. Записки из подполья) – wyd. polskie 1929; polskie tłumaczenie Gabriel Karski
- 1866 – Zbrodnia i kara (ros. Преступление и наказание) – wyd. polskie 1887-1888; polskie tłumaczenie Czesław Jastrzębiec-Kozłowski
- 1866 – Gracz (ros. Игрок) – polskie tłumaczenie Władysław Broniewski
- 1868-1869 – Idiota (ros. Идиот) – wyd. polskie 1909; polskie tłumaczenie Jerzy Jędrzejewicz
- 1871-1872 – Biesy (ros. Бесы) – wyd. polskie 1908; polskie tłumaczenie Tadeusz Zagórski
- 1875 – Młodzik (ros. Подросток) – wyd. polskie 1929; polskie tłumaczenie Maria Bogdaniowa, Kazimierz Błeszyński
- 1879-1880 – Bracia Karamazow (ros. Братья Карамазовы) – wyd. polskie 1913; polskie tłumaczenie Aleksander Wat

### Nowele
- 1846 – Sobowtór: poemat petersburski (ros. Двойник) – polskie tłumaczenie Seweryn Pollak
- 1847 – Gospodyni (ros. Хозяйка) – polskie tłumaczenie Seweryn Pollak
- 1848 – Słabe serce (ros. Слабое сердце) – polskie tłumaczenie Gabriel Karski
- 1848 – Nietoczka Niezwanowa (ros. Неточка Незванова) – polskie tłumaczenie Gabriel Karski
- 1849 – Maleńki bohater (Z pamiętnika nieznanej osoby) lub Mały bohater (ros. Маленький герой) – polskie tłumaczenie Gabriel Karski
- 1859 – Sioło Stiepanczykowo i jego mieszkańcy (ros. Село Степанчиково и его обитатели (Из записок неизвестного))
- 1859 – Sen wujaszka (ros. Дядюшкин сон (Из мордасовских летописей)) – polskie tłumaczenie Władysław Broniewski
- 1860 – Petersburskie senne widziadła wierszem i prozą (ros. Петербургские сновидения в стихах и в прозе) – polskie tłumaczenie Maria Leśniewska

### Opowiadania
- 1846 – Pan Procharczyn lub Imćpan Procharczyn (ros. Господин Прохарчин)
- 1846 – O niebezpieczeństwie pogrążania się w ambitnych snach (ros. Как опасно предаваться честолюбивым снам)
- 1847 – Romans w dziewięciu listach (ros. Роман в девяти письмах)
- 1848 – Połzunkow (ros. Ползунков) – polskie tłumaczenie Gabriel Karski
- 1848 – Choinka i ślub (Z notatek nieznajomego) (ros. Ёлка и свадьба (Из записок неизвестного))
- 1848 – Uczciwy złodziej (Z notatek nieznajomego) (ros. Честный вор)
- 1848 – Białe noce (ros. Белые ночи) – pierwsze wyd. polskie 1903; później książkę przetłumaczył Władysław Broniewski
- 1860 – Cudza żona i mąż pod łóżkiem (ros. Чужая жена и муж под кроватью (Происшествие необыкновенное)) – polskie tłumaczenie Gabriel Karski
- 1862 – Paskudna historia (ros. Скверный анекдот) – polskie tłumaczenie Gabriel Karski
- 1865 – Krokodyl: niezwykłe zdarzenie albo Wypadek w Passażu (ros. Крокодил (Необыкновенное событие, или Пассаж в Пассаже)) – polskie tłumaczenia Sydir Twerdochlib, Władysław Broniewski
- 1870 – Wieczny mąż (ros. Вечный муж) – polskie tłumaczenie Julian Tuwim
- 1873 – Bobok lub Bobek (ros. Бобок) – polskie tłumaczenie Maria Leśniewska
- 1876 – Łagodna lub Potulna (ros. Кроткая) – polskie tłumaczenie Michał Gabriel Karski
- 1876 – Chłopczyk na gwiazdce u Pana Jezusa (ros. Мальчик у Христа на ёлке)
- 1876 – Wieśniak Marej lub Chłop Mareusz (ros. Мужик Марей)
- 1876 – Stuletnia (ros. Столетняя)
- 1877 – Sen śmiesznego człowieka (ros. Сон смешного человека) – polskie tłumaczenie Maria Leśniewska

### Publicystyka
- 1873, 1876–1877, 1880–1881 – Dziennik pisarza (ros. Дневник писателя)
- Z notatników – polskie tłumaczenie Zbigniew Podgórzec
- 1863 – Zimowe notatki o wrażeniach z lata (ros. Зимние заметки о летних впечатлениях) – polskie tłumaczenie Maria Leśniewska
- Sentencje
- O literaturze i sztuce – polskie tłumaczenie Maria Leśniewska
- Kocham życie dla samego życia
- Aniele, stróżu mój...: (listy do żony) 1866-1874
- „Twój bez reszty”: Listy do żony 1875-1880

## Upamiętnienie w Polsce
Pisarz jest patronem łódzkiej ulicy znajdującej się na Widzewie.